# Duan Weihong
Duan Weihong (nascida 29 de dezembro de 1966), também conhecida como Whitney Duan, é uma bilionária chinesa que está desaparecida e acredita-se que seja mantida em cativeiro por investigadores do governo chinês sob acusações de corrupção. Antes de sua prisão no Hotel Bulgari de Pequim de sua propriedade, ela foi proibida de viajar pelo governo chinês. De acordo com um relatório de 2018 do The New York Times, Duan foi detida em 2017, possivelmente em relação a uma investigação anticorrupção em Sun Zhengcai, mas não houve reconhecimento oficial do governo chinês.
Duan, considerada uma das mulheres mais ricas da China, era conhecida por seus negócios com o ex-primeiro-ministro chinês Wen Jiabao e principalmente com sua esposa, Zhang Peili. Em um livro de memórias escrito por seu ex-marido Desmond Shum intitulado Red Roulette, Duan teria sido vítima do uso de "sequestros extralegais" pelo partido para facilitar investigações obscuras. No entanto, no livro, Shum afirma que prender e manter suspeitos de crimes de alto escalão por tempo ilimitado é legal na China; isso se aplica especialmente a membros do Partido Comunista suspeitos de corrupção por investigadores do partido. Em entrevista à National Public Radio, Shum afirmou que recebeu uma ligação de Duan instando-o a não publicar seu livro, pedido que ele disse ter sido feito sob coação.